# Nespolo
Nespolo är en ort och kommun i provinsen Rieti i regionen Lazio i Italien. Kommunen hade 212 invånare (2018).